# Residència de Riau i dependències
La residència de Riau i dependències (en neerlandès Residentië Riouw en Onderhoorigheden) fou una subdivisió administrativa de Sumatra sota domini neerlandès (Índies Orientals Neerlandeses). Estava formada per l'arxipèlag de Riau Lingga, les illes Karimun, les illes Timbalan (o Tembilan), el grup insular d'Anambas (a l'est de la part sud de la península Malaia) i les illes Natuna, al nord-est de les anteriors, i territoris a la costa oriental de Sumatra (entrant cap a l'interior fins més de la meitat de l'ample de l'illa).
La residència estava dividida en regències:
- Regència d'Indragiri (el sultanat d'Ingragiri i estats vassalls, que formava el territori de la residència a l'illa de Sumatra)
- Regència de Lingga (illes Lingga o Linga)
- Regència de Karimun o Karimon (les illes anomenades en neerlandès Karimoen al sud-oest de Singapur)
- Regència de Batam (les illes Batam o Battam al sud de Singapur)
- Regència de Tandjung-Pinang o Tandjong-Pinang (neerlandès Tandjoeng-Pinang, capital de les illes Bintam al sud-est de Singapur)
- Regència de Pulau-Tandjung o Pulau-Tandjong (neerlandès Pula-Tandjoeng, a la costa de Sumatra)

Abans de 1824 les illes que formen la residència formaven part del sultanat de Lingga que dominava també Johore i Pahang a la península Malaia. El 1824 es va imposar la sobirania neerlandesa i el sultà va perdre els seus dominis a la península malaia i a Sumatra. Els poders locals a les illes Riau, Tembilan, Penjigat, Djemadja, Siantan, Pulau Lmaut, Punguran o Burungan, Sedanan, Subi, Serasan i Ranei, i el sultà d'Indragiri, des de llavors només van reconèixer al sultà de Lingga com a sobirà de manera nominal.